# Kosovica
Kosovica (cyr. Косовица) – wieś w Serbii, w okręgu morawickim, w gminie Ivanjica. W 2011 roku liczyła 159 mieszkańców.